# Bairghat
Bairghat (en népalais : बैरघाट) est un comité de développement villageois du Népal situé dans le district de Rupandehi. Au recensement de 2011, il comptait 6 058 habitants.